# Delias edela
Delias edela is een vlindersoort uit de familie van de Pieridae (witjes), onderfamilie Pierinae.
Delias edela werd in 1910 beschreven door Fruhstorfer.